# Madingou
Madingou (em 
kikongo: Madingu) é uma cidade e uma comuna da República do Congo, capital do departamento de Bouenza. Tinha uma população de 43 787 habitantes em 2023, data do último censo oficial do país.